# Servizio di Sicurezza
Der Servizio di Sicurezza (SdS) (dt.: Sicherheitsdienst) war ein ziviler italienischer Nachrichtendienst. Er unterstand dem Innenministerium in Rom.

## Geschichte
Anfang der 1970er Jahre schufen fast alle westeuropäischen Staaten besondere Dienststellen zur Aufklärung und Bekämpfung des Terrorismus. Italien litt in diesen Jahren unter den Anschlägen der Roten Brigaden. Darüber hinaus sorgte die Stärke der Kommunistischen Partei Italiens für Unruhe unter den damals regierenden Parteien. 1974 ordnete der italienische Innenminister nach einem Terroranschlag auf den Flughafen Rom-Fiumicino die Einrichtung des Ispettorato Generale per l'Azione contro il Terrorismo - IGAT an. Dieses Terrorismusbekämpfungsinspektorat ging 1975 im neuen Servizio di Sicurezza auf, einer administrativ selbständigen Behörde im Geschäftsbereich des Innenministeriums. Neben nachrichtendienstlichen Stellen hatte der Sds auch Polizeivollzugskräfte und eine kleine Spezialeinheit, den Nucleo Anticommando. Diese Spezialeinheit operierte mit einigem Erfolg gegen extremistische Organisationen wie die Nuclei Armati Proletari und die neofaschistische Ordine Nuovo. Neben dem auf den Terrorismus spezialisierten Sds gab es noch den allgemeinen Verfassungsschutzdienst Servizio Informazioni Generali e Sicurezza Interna (Sigsi).
Durch die große Nachrichtendienstreform im Jahr 1978 führte Italien die Trennung zwischen Polizei und Nachrichtendiensten ein. Der Sds ging im Wesentlichen im neuen polizeilichen Staatsschutz auf, der nunmehr die Bezeichnung UCIGOS (heute Direzione Centrale della Polizia di Prevenzione) trug. Die peripheren Dienststellen sind unter der Bezeichnung DIGOS (Divisione Investigazioni Generali ed Operazioni Speciali) bekannt.  Aus der Spezialeinheit des Sds entstand der Nucleo Operativo Centrale di Sicurezza.